# España en la Copa Mundial de Fútbol de 2010
La selección de fútbol de España ganó la Copa Mundial de Fútbol de 2010, cuya fase final se disputó en Sudáfrica entre el 11 de junio y el 11 de julio de 2010.
España, que en el grupo 5 de la Zona Europea de la fase clasificación había conseguido los 30 puntos posibles tras ganar los 10 encuentros que disputó, fue considerada cabeza de serie, y quedó integrada en el grupo H en la fase final junto a Honduras, Suiza y Chile. Obteniendo el pase a octavos de final como primera de grupo, tras ser derrotada 0-1 por Suiza, y lograr la victoria ante Honduras por 2-0 y 1-2 contra Chile.
En las eliminatorias de la fase final se enfrentó a la selección de Portugal el 29 de junio de 2010 en octavos, derrotándola por 1-0. En cuartos de final se encontró el 3 de julio con Paraguay. Venció a la selección guaraní por 0-1 con un gol de David Villa, clasificándose por primera vez en su historia para una eliminatoria de semifinales en un mundial, ronda en la que eliminó a Alemania, ganando 0-1, con gol de Carles Puyol a la salida de un saque de esquina. Su rival en su primera final mundialista fue Países Bajos a la que venció por un gol a cero, tanto que marcó el centrocampista Andrés Iniesta en el minuto 116 de la prórroga.

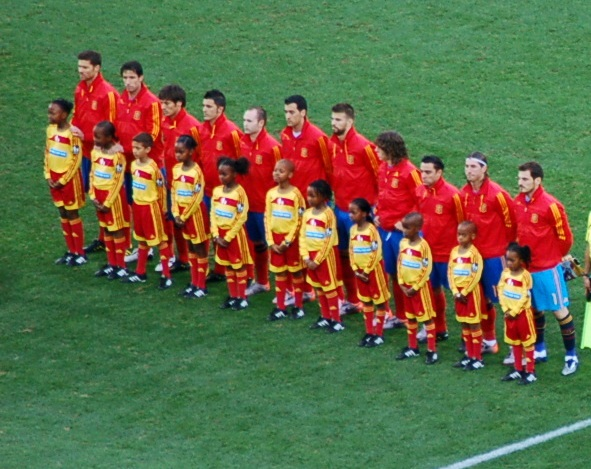
El equipo español que debutó en el campeonato ante. De izquierda a derecha: Xabi Alonso, Capdevila, Silva, Villa, Iniesta, Sergio Busquets, Piqué, Puyol, Xavi, Sergio Ramos e Iker Casillas.

Además, como reconocimiento a su actuación en la fase final, España obtuvo el premio FIFA Fair Play, como selección más limpia. Individualmente, Iker Casillas fue premiado con el Guante de Oro como el mejor guardameta y David Villa obtuvo la Bota de Plata como segundo máximo goleador, empatado a cinco tantos con Thomas Müller, y el Balón de Bronce como tercer mejor jugador de la fase final campeonato.

## Clasificación
España obtuvo la clasificación de forma directa como ganador del grupo 5 de la UEFA, con un pleno de diez victorias.

### Tabla de posiciones
| Pos. | Selección            | Pts | PJ | PG | PE | PP | GF | GC | Dif |
| ---- | -------------------- | --- | -- | -- | -- | -- | -- | -- | --- |
| 1.   | España               | 30  | 10 | 10 | 0  | 0  | 28 | 5  | 23  |
| 2.   | Bosnia y Herzegovina | 19  | 10 | 6  | 1  | 3  | 25 | 13 | 12  |
| 3.   | Turquía              | 15  | 10 | 4  | 3  | 3  | 13 | 10 | 3   |
| 4.   | Bélgica              | 10  | 10 | 3  | 1  | 6  | 13 | 20 | −7  |
| 5.   | Estonia              | 8   | 10 | 2  | 2  | 6  | 9  | 24 | −15 |
| 6.   | Armenia              | 4   | 10 | 1  | 1  | 8  | 6  | 22 | −16 |

### Partidos
| Fecha                    | Lugar     | Jornada |                  | Resultado |                  |
| ------------------------ | --------- | ------- | ---------------- | --------- | ---------------- |
| 6 de septiembre de 2008  | Murcia    | 1       | España           | 1:0 (1:0) | B. y Herzegovina |
| 10 de septiembre de 2008 | Albacete  | 2       | España           | 4:0 (2:0) | Armenia          |
| 11 de octubre de 2008    | Tallin    | 3       | Estonia          | 0:3 (0:2) | España           |
| 15 de octubre de 2008    | Bruselas  | 4       | Bélgica          | 1:2 (1:1) | España           |
| 28 de marzo de 2009      | Madrid    | 5       | España           | 1:0 (0:0) | Turquía          |
| 1 de abril de 2009       | Estambul  | 6       | Turquía          | 1:2 (1:0) | España           |
| 5 de septiembre de 2009  | La Coruña | 7       | España           | 5:0 (1:0) | Bélgica          |
| 9 de septiembre de 2009  | Mérida    | 8       | España           | 3:0 (1:0) | Estonia          |
| 10 de octubre de 2009    | Ereván    | 9       | Armenia          | 1:2 (0:1) | España           |
| 14 de octubre de 2009    | Zenica    | 10      | B. y Herzegovina | 2:5 (0:2) | España           |

## Preparación

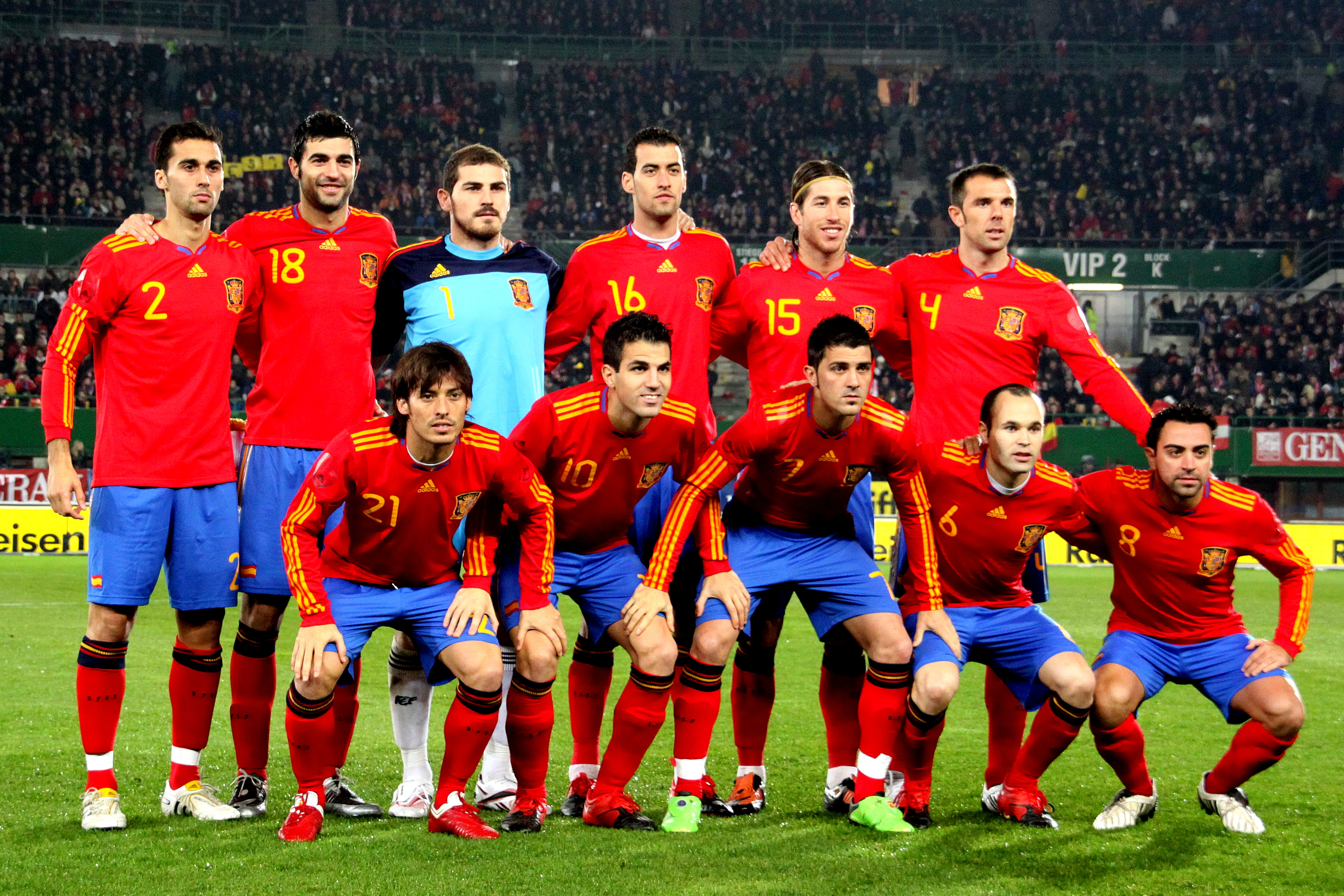
La roja antes de disputar un encuentro amistoso frente a Austria.

### Partidos previos
España realizó la preparación para la competición con seis amistosos que comenzaron con el enfrentamiento ante Argentina en Madrid el 14 de noviembre de 2009, partido en el que se estrenó la camiseta que utilizará en el mundial.
Los tres últimos amistosos, contra Arabia Saudita, Corea del Sur y Polonia, tuvieron lugar durante la concentración previa, iniciada el 24 de mayo de 2010 en Madrid y Austria, llegando a Sudáfrica el 10 de junio.
Datos correspondientes al periodo entre la finalización de la Copa FIFA Confederaciones 2009 y el inicio de la Copa Mundial de Fútbol de 2010
| Fecha                   | Lugar     | Competición |         |                    | Resultado |                           |               |
| ----------------------- | --------- | ----------- | ------- | ------------------ | --------- | ------------------------- | ------------- |
| 14 de noviembre de 2009 | Madrid    | Amistoso    | España  | Bandera de España  | 2:1 (1:0) | Bandera de Argentina      | Argentina     |
| 18 de noviembre de 2009 | Viena     | Amistoso    | Austria | Bandera de Austria | 1:5 (1:3) | Bandera de España         | España        |
| 3 de marzo de 2010      | París     | Amistoso    | Francia | Bandera de Francia | 0:2 (0:2) | Bandera de España         | España        |
| 29 de mayo de 2010      | Innsbruck | Amistoso    | España  | Bandera de España  | 3:2 (1:1) | Bandera de Arabia Saudita | A. Saudita    |
| 3 de junio de 2010      | Innsbruck | Amistoso    | España  | Bandera de España  | 1:0 (0:0) | Bandera de Corea del Sur  | Corea del Sur |
| 8 de junio de 2010      | Murcia    | Amistoso    | España  | Bandera de España  | 6:0 (2:0) | Bandera de Polonia        | Polonia       |

#### España vs. Argentina
| 14 de noviembre de 2009 | España                 | 2:1 (1:0) | Argentina        | Estadio Vicente Calderón, Madrid                       |                                                        |
| 20:45 (UTC+1)           | Alonso 16', 85' (pen.) | Reporte   | Messi 61' (pen.) | Asistencia: 54 000 espectadores Árbitro(s): Alan Kelly | Asistencia: 54 000 espectadores Árbitro(s): Alan Kelly |

| Uniformes | Uniformes |
| --------- | --------- |
|           |           |

#### Austria vs. España
| 18 de noviembre de 2009 | Austria      | 1:5 (1:3) | España                                                    | Estadio Ernst Happel, Viena                                        |                                                                    |
| 20:45 (UTC+1)           | Jantscher 8' | Reporte   | Fàbregas 10' · Villa 20', 45' · Güiza 55' · Hernández 57' | Asistencia: Sin datos sobre espectadores Árbitro(s): Florian Meyer | Asistencia: Sin datos sobre espectadores Árbitro(s): Florian Meyer |

| Uniformes | Uniformes |
| --------- | --------- |
|           |           |

#### Francia vs. España
| 3 de marzo de 2010 | Francia | 0:2 (0:2) | España                | Estadio de Francia, París                                          |                                                                    |
| 21:00 (UTC+1)      |         | Reporte   | Villa 22' · Ramos 45' | Asistencia: Sin datos sobre espectadores Árbitro(s): Craig Thomson | Asistencia: Sin datos sobre espectadores Árbitro(s): Craig Thomson |

| Uniformes | Uniformes |
| --------- | --------- |
|           |           |

#### España vs. Arabia Saudita
| 29 de mayo de 2010 | España                                | 3:2 (1:1) | Arabia Saudita               | Tivoli Neu, Innsbruck                                                 |                                                                       |
| 18:00 (UTC+2)      | Villa 31' · Alonso 59' · Llorente 90' | Reporte   | Hawsawi 17' · Al-Sahlawi 75' | Asistencia: Sin datos sobre espectadores Árbitro(s): Thomas Einwaller | Asistencia: Sin datos sobre espectadores Árbitro(s): Thomas Einwaller |

| Uniformes | Uniformes |
| --------- | --------- |
|           |           |

#### España vs. Corea del Sur
| 3 de junio de 2010 | España    | 1:0 (0:0) | Corea del Sur | Tivoli Neu, Innsbruck                                                     |                                                                           |
| 18:00 (UTC+2)      | Navas 86' | Reporte   |               | Asistencia: Sin datos sobre espectadores Árbitro(s): Robert Schörgenhofer | Asistencia: Sin datos sobre espectadores Árbitro(s): Robert Schörgenhofer |

| Uniformes | Uniformes |
| --------- | --------- |
|           |           |

#### España vs. Polonia
| 8 de junio de 2010 | España                                                                            | 6:0 (2:0) | Polonia | Estadio Nueva Condomina, Murcia                                 |                                                                 |
| 22:00 (UTC+2)      | Dudka 12' (a.g.) · Silva 14' · Alonso 52' · Fàbregas 58' · Torres 76' · Pedro 81' | Reporte   |         | Asistencia: 30 000 espectadores Árbitro(s): Michael Koukoulakis | Asistencia: 30 000 espectadores Árbitro(s): Michael Koukoulakis |

| Uniformes | Uniformes |
| --------- | --------- |
|           |           |

## Uniforme

### Oficial

#### Manga corta
| Opción 1 | Opción 2 | Opción 3 | Opción 4 | Opción 5 | Opción 6 | Opción 7 | Opción 8 | Opción 9 |

#### Manga larga
| Opción 1 | Opción 2 | Opción 3 | Opción 4 | Opción 5 | Opción 6 | Opción 7 | Opción 8 | Opción 9 |

### Alternativo

#### Manga corta
| Opción 1 | Opción 2 | Opción 3 | Opción 4 | Opción 5 | Opción 6 | Opción 7 | Opción 8 | Opción 9 |

#### Manga larga
| Opción 1 | Opción 2 | Opción 3 | Opción 4 | Opción 5 | Opción 6 | Opción 7 | Opción 8 | Opción 9 |

### Portero
| Opción 1 | Opción 2 |

### Entrenamiento
|  |

### Cuerpo técnico
|  |

## Plantel
El 20 de mayo de 2010, Vicente del Bosque facilitó la selección de 23 jugadores. Anteriormente había facilitado una preselección de 30 jugadores, de la cual fueron descartados David de Gea, Diego López, César Azpilicueta, Marcos Senna, Álvaro Negredo, Dani Güiza y Santi Cazorla.

### Jugadores descartados
| N.º |                                   | Nombre            | Posición       | Edad    | PJ | G | Equipo             |
| --- | --------------------------------- | ----------------- | -------------- | ------- | -- | - | ------------------ |
|     | Bandera de la Comunidad de Madrid | David de Gea      | Guardameta     | 19 años | 0  | 0 | Atlético de Madrid |
|     | Bandera de Galicia                | Diego López       | Guardameta     | 28 años | 1  | 0 | Villarreal         |
|     | Bandera de Navarra                | César Azpilicueta | Defensa        | 20 años | 0  | 0 | Osasuna            |
|     | Bandera de Brasil                 | Marcos Senna      | Centrocampista | 33 años | 28 | 1 | Villarreal         |
|     | Bandera de Asturias               | Santi Cazorla     | Centrocampista | 25 años | 24 | 2 | Villarreal         |
|     | Bandera de la Comunidad de Madrid | Álvaro Negredo    | Delantero      | 24 años | 4  | 2 | Sevilla            |
|     | Bandera de Andalucía              | Dani Güiza        | Delantero      | 29 años | 21 | 6 | Fenerbahçe         |

### Lista final
| N.º |                                    | Nombre             | Posición       | Edad    | PJ  | G  | Equipo        |
| --- | ---------------------------------- | ------------------ | -------------- | ------- | --- | -- | ------------- |
| 1   | Bandera de la Comunidad de Madrid  | Iker Casillas      | Guardameta     | 29 años | 104 | 0  | Real Madrid   |
| 12  | Bandera de Cataluña                | Víctor Valdés      | Guardameta     | 28 años | 1   | 0  | Barcelona     |
| 23  | Bandera de la Comunidad de Madrid  | Pepe Reina         | Guardameta     | 27 años | 20  | 0  | Liverpool     |
| 2   | Bandera de la Comunidad Valenciana | Raúl Albiol        | Defensa        | 24 años | 23  | 0  | Real Madrid   |
| 3   | Bandera de Cataluña                | Gerard Piqué       | Defensa        | 23 años | 16  | 4  | Barcelona     |
| 4   | Bandera de Andalucía               | Carlos Marchena    | Defensa        | 30 años | 59  | 2  | Valencia      |
| 5   | Bandera de Cataluña                | Carles Puyol       | Defensa        | 32 años | 83  | 2  | Barcelona     |
| 11  | Bandera de Cataluña                | Joan Capdevila     | Defensa        | 32 años | 45  | 4  | Villarreal    |
| 15  | Bandera de Andalucía               | Sergio Ramos       | Defensa        | 24 años | 60  | 5  | Real Madrid   |
| 17  | Bandera de Castilla y León         | Álvaro Arbeloa     | Defensa        | 27 años | 15  | 0  | Real Madrid   |
| 22  | Bandera de Andalucía               | Jesús Navas        | Defensa        | 24 años | 6   | 1  | Sevilla       |
| 6   | Bandera de Castilla-La Mancha      | Andrés Iniesta     | Centrocampista | 26 años | 43  | 8  | Barcelona     |
| 8   | Bandera de Cataluña                | Xavi Hernández     | Centrocampista | 30 años | 87  | 8  | Barcelona     |
| 10  | Bandera de Cataluña                | Cesc Fàbregas      | Centrocampista | 23 años | 50  | 6  | Arsenal       |
| 14  | Bandera del País Vasco             | Xabi Alonso        | Centrocampista | 28 años | 69  | 9  | Real Madrid   |
| 16  | Bandera de Cataluña                | Sergio Busquets    | Centrocampista | 21 años | 13  | 0  | Barcelona     |
| 20  | Bandera de Navarra                 | Javi Martínez      | Centrocampista | 21 años | 2   | 0  | Athletic Club |
| 21  | Bandera de Canarias                | David Silva        | Centrocampista | 24 años | 36  | 7  | Valencia      |
| 7   | Bandera de Asturias                | David Villa        | Delantero      | 28 años | 57  | 37 | Valencia      |
| 9   | Bandera de la Comunidad de Madrid  | Fernando Torres    | Delantero      | 26 años | 73  | 24 | Liverpool     |
| 13  | Bandera de Asturias                | Juan Mata          | Delantero      | 22 años | 8   | 3  | Valencia      |
| 18  | Bandera de Canarias                | Pedro              | Delantero      | 22 años | 3   | 1  | Barcelona     |
| 19  | Bandera de La Rioja (España)       | Fernando Llorente  | Delantero      | 25 años | 7   | 3  | Athletic Club |
|     | Bandera de Castilla y León         | Vicente del Bosque | Entrenador     | 59 años |     |    |               |

#### Jugadores por liga
| Liga           | Jugadores aportados |
| -------------- | ------------------- |
| Liga BBVA      | 20                  |
| Premier League | 3                   |

#### Jugadores por comunidad autónoma
| Comunidad          | Jugadores aportados |
| ------------------ | ------------------- |
| Cataluña           | 7                   |
| Andalucía          | 3                   |
| Madrid             | 3                   |
| Canarias           | 2                   |
| Asturias           | 2                   |
| Castilla y León    | 1                   |
| Castilla-La Mancha | 1                   |
| Com. Valenciana    | 1                   |
| La Rioja           | 1                   |
| Navarra            | 1                   |
| País Vasco         | 1                   |

## Participación
- Los horarios son correspondientes a la hora local sudafricana (UTC+2).

### Partidos
| Fecha       | Lugar           | Instancia        |              |                             | Resultado      |                     |          |
| ----------- | --------------- | ---------------- | ------------ | --------------------------- | -------------- | ------------------- | -------- |
| 16 de junio | Durban          | Fase de grupos   | España       | Bandera de España           | 0:1 (0:0)      | Bandera de Suiza    | Suiza    |
| 21 de junio | Johannesburgo   | Fase de grupos   | España       | Bandera de España           | 2:0 (1:0)      | Bandera de Honduras | Honduras |
| 25 de junio | Pretoria        | Fase de grupos   | Chile        | Bandera de Chile            | 1:2 (0:2)      | Bandera de España   | España   |
| 29 de junio | Ciudad del Cabo | Octavos de final | España       | Bandera de España           | 1:0 (0:0)      | Bandera de Portugal | Portugal |
| 3 de julio  | Johannesburgo   | Cuartos de final | Paraguay     | Bandera de Paraguay         | 0:1 (0:0)      | Bandera de España   | España   |
| 7 de julio  | Durban          | Semifinal        | Alemania     | Bandera de Alemania         | 0:1 (0:0)      | Bandera de España   | España   |
| 11 de julio | Johannesburgo   | Final            | Países Bajos | Bandera de los Países Bajos | 0:1 (0:0, 0:0) | Bandera de España   | España   |

### Fase de grupos - Grupo H
| Selección | Pts | PJ | PG | PE | PP | GF | GC | Dif |
| --------- | --- | -- | -- | -- | -- | -- | -- | --- |
| España    | 6   | 3  | 2  | 0  | 1  | 4  | 2  | 2   |
| Chile     | 6   | 3  | 2  | 0  | 1  | 3  | 2  | 1   |
| Suiza     | 4   | 3  | 1  | 1  | 1  | 1  | 1  | 0   |
| Honduras  | 1   | 3  | 0  | 1  | 2  | 0  | 3  | −3  |

|  | Clasificados a los octavos de final. |

#### España vs. Suiza
| 16 de junio, 16:00 | España | 0:1 (0:0) | Suiza         | Estadio Moses Mabhida, Durban                           |                                                         |
|                    |        | Reporte   | Fernandes 51' | Asistencia: 62 453 espectadores Árbitro(s): Howard Webb | Asistencia: 62 453 espectadores Árbitro(s): Howard Webb |

| 1          | Guardameta     | Iker Casillas      |     |
| 3          | Defensa        | Gerard Piqué       |     |
| 5          | Defensa        | Carles Puyol       |     |
| 11         | Defensa        | Joan Capdevila     |     |
| 15         | Defensa        | Sergio Ramos       |     |
| 6          | Centrocampista | Andrés Iniesta     | 77' |
| 8          | Centrocampista | Xavi Hernández     |     |
| 14         | Centrocampista | Xabi Alonso        |     |
| 16         | Centrocampista | Sergio Busquets    | 61' |
| 21         | Centrocampista | David Silva        | 62' |
| 7          | Delantero      | David Villa        |     |
| Entrenador | Entrenador     | Vicente del Bosque |     |

| 1          | Guardameta     | Diego Benaglio       |       |
| 2          | Defensa        | Stephan Lichtsteiner |       |
| 4          | Defensa        | Philippe Senderos    | 36'   |
| 13         | Defensa        | Stéphane Grichting   |       |
| 17         | Defensa        | Reto Ziegler         |       |
| 6          | Centrocampista | Benjamin Huggel      |       |
| 7          | Centrocampista | Tranquillo Barnetta  | 90+2' |
| 8          | Centrocampista | Gökhan İnler         |       |
| 16         | Centrocampista | Gelson Fernandes     |       |
| 10         | Delantero      | Blaise Nkufo         |       |
| 19         | Delantero      | Eren Derdiyok        | 79'   |
| Entrenador | Entrenador     | Ottmar Hitzfeld      |       |

| 9  | Delantero | Fernando Torres | 61' |
| 22 | Delantero | Jesús Navas     | 62' |
| 18 | Delantero | Pedro           | 77' |

| 5  | Defensa   | Steve Von Bergen | 36'   |
| 15 | Delantero | Hakan Yakın      | 79'   |
| 22 | Defensa   | Mario Eggimann   | 90+2' |

| Anotado | 51' | Gelson Fernandes | 0:1 |

| Amonestado | 30'   | Stéphane Grichting |
| Amonestado | 73'   | Reto Ziegler       |
| Amonestado | 90+1' | Diego Benaglio     |
| Amonestado | 90+4' | Hakan Yakın        |

| Árbitro             | Howard Webb       |
| Árbitros asistentes | Darren Cann       |
| Árbitros asistentes | Michael Mullarkey |
| Cuarto árbitro      | Martin Hansson    |
| Quinto árbitro      | Stefan Wittberg   |

| 1          | Guardameta     | Iker Casillas      |     |
| 3          | Defensa        | Gerard Piqué       |     |
| 5          | Defensa        | Carles Puyol       |     |
| 11         | Defensa        | Joan Capdevila     |     |
| 15         | Defensa        | Sergio Ramos       |     |
| 6          | Centrocampista | Andrés Iniesta     | 77' |
| 8          | Centrocampista | Xavi Hernández     |     |
| 14         | Centrocampista | Xabi Alonso        |     |
| 16         | Centrocampista | Sergio Busquets    | 61' |
| 21         | Centrocampista | David Silva        | 62' |
| 7          | Delantero      | David Villa        |     |
| Entrenador | Entrenador     | Vicente del Bosque |     |

| 1          | Guardameta     | Diego Benaglio       |       |
| 2          | Defensa        | Stephan Lichtsteiner |       |
| 4          | Defensa        | Philippe Senderos    | 36'   |
| 13         | Defensa        | Stéphane Grichting   |       |
| 17         | Defensa        | Reto Ziegler         |       |
| 6          | Centrocampista | Benjamin Huggel      |       |
| 7          | Centrocampista | Tranquillo Barnetta  | 90+2' |
| 8          | Centrocampista | Gökhan İnler         |       |
| 16         | Centrocampista | Gelson Fernandes     |       |
| 10         | Delantero      | Blaise Nkufo         |       |
| 19         | Delantero      | Eren Derdiyok        | 79'   |
| Entrenador | Entrenador     | Ottmar Hitzfeld      |       |

| 9  | Delantero | Fernando Torres | 61' |
| 22 | Delantero | Jesús Navas     | 62' |
| 18 | Delantero | Pedro           | 77' |

| 5  | Defensa   | Steve Von Bergen | 36'   |
| 15 | Delantero | Hakan Yakın      | 79'   |
| 22 | Defensa   | Mario Eggimann   | 90+2' |

| Anotado | 51' | Gelson Fernandes | 0:1 |

| Amonestado | 30'   | Stéphane Grichting |
| Amonestado | 73'   | Reto Ziegler       |
| Amonestado | 90+1' | Diego Benaglio     |
| Amonestado | 90+4' | Hakan Yakın        |

| Árbitro             | Howard Webb       |
| Árbitros asistentes | Darren Cann       |
| Árbitros asistentes | Michael Mullarkey |
| Cuarto árbitro      | Martin Hansson    |
| Quinto árbitro      | Stefan Wittberg   |

| Estadísticas      | Bandera de España | Bandera de Suiza |
| Tiros             | 24                | 8                |
| Tiros a puerta    | 8                 | 3                |
| Faltas            | 8                 | 21               |
| Saques de esquina | 12                | 3                |
| Penaltis          | 0                 | 0                |
| Fueras de juego   | 2                 | 1                |
| Posesión de balón | 63%               | 37%              |

#### España vs. Honduras
| 21 de junio, 20:30 | España         | 2:0 (1:0) | Honduras | Estadio Ellis Park, Johannesburgo                            |                                                              |
|                    | Villa 17', 51' | Reporte   |          | Asistencia: 54 386 espectadores Árbitro(s): Yūichi Nishimura | Asistencia: 54 386 espectadores Árbitro(s): Yūichi Nishimura |

| 1          | Guardameta     | Iker Casillas      |     |
| 3          | Defensa        | Gerard Piqué       |     |
| 5          | Defensa        | Carles Puyol       |     |
| 11         | Defensa        | Joan Capdevila     |     |
| 15         | Defensa        | Sergio Ramos       | 77' |
| 8          | Centrocampista | Xavi Hernández     | 66' |
| 14         | Centrocampista | Xabi Alonso        |     |
| 16         | Centrocampista | Sergio Busquets    |     |
| 7          | Delantero      | David Villa        |     |
| 9          | Delantero      | Fernando Torres    | 70' |
| 22         | Delantero      | Jesús Navas        |     |
| Entrenador | Entrenador     | Vicente del Bosque |     |

| 18         | Guardameta     | Noel Valladares  |     |
| 2          | Defensa        | Osman Chávez     |     |
| 3          | Defensa        | Maynor Figueroa  |     |
| 21         | Defensa        | Emilio Izaguirre |     |
| 23         | Defensa        | Sergio Mendoza   |     |
| 8          | Centrocampista | Wilson Palacios  |     |
| 19         | Centrocampista | Danilo Turcios   | 63' |
| 20         | Centrocampista | Amado Guevara    |     |
| 11         | Delantero      | David Suazo      | 84' |
| 13         | Delantero      | Roger Espinoza   |     |
| 15         | Delantero      | Walter Martínez  | 46' |
| Entrenador | Entrenador     | Reinaldo Rueda   |     |

| 10 | Centrocampista | Cesc Fàbregas  | 66' |
| 13 | Delantero      | Juan Mata      | 70' |
| 17 | Defensa        | Álvaro Arbeloa | 77' |

| 12 | Delantero      | Georgie Welcome | 46' |
| 7  | Centrocampista | Ramón Núñez     | 63' |
| 10 | Centrocampista | Jerry Palacios  | 84' |

| Anotado | 17' | David Villa | 1:0 |
| Anotado | 51' | David Villa | 2:0 |

| Amonestado | 8'  | Danilo Turcios   |
| Amonestado | 38' | Emilio Izaguirre |

| Árbitro             | Yūichi Nishimura       |
| Árbitros asistentes | Toru Sagara            |
| Árbitros asistentes | Hae-sang Jeong         |
| Cuarto árbitro      | Subkhiddin Mohd Salleh |
| Quinto árbitro      | Jeffrey Gek Pheng      |

| 1          | Guardameta     | Iker Casillas      |     |
| 3          | Defensa        | Gerard Piqué       |     |
| 5          | Defensa        | Carles Puyol       |     |
| 11         | Defensa        | Joan Capdevila     |     |
| 15         | Defensa        | Sergio Ramos       | 77' |
| 8          | Centrocampista | Xavi Hernández     | 66' |
| 14         | Centrocampista | Xabi Alonso        |     |
| 16         | Centrocampista | Sergio Busquets    |     |
| 7          | Delantero      | David Villa        |     |
| 9          | Delantero      | Fernando Torres    | 70' |
| 22         | Delantero      | Jesús Navas        |     |
| Entrenador | Entrenador     | Vicente del Bosque |     |

| 18         | Guardameta     | Noel Valladares  |     |
| 2          | Defensa        | Osman Chávez     |     |
| 3          | Defensa        | Maynor Figueroa  |     |
| 21         | Defensa        | Emilio Izaguirre |     |
| 23         | Defensa        | Sergio Mendoza   |     |
| 8          | Centrocampista | Wilson Palacios  |     |
| 19         | Centrocampista | Danilo Turcios   | 63' |
| 20         | Centrocampista | Amado Guevara    |     |
| 11         | Delantero      | David Suazo      | 84' |
| 13         | Delantero      | Roger Espinoza   |     |
| 15         | Delantero      | Walter Martínez  | 46' |
| Entrenador | Entrenador     | Reinaldo Rueda   |     |

| 10 | Centrocampista | Cesc Fàbregas  | 66' |
| 13 | Delantero      | Juan Mata      | 70' |
| 17 | Defensa        | Álvaro Arbeloa | 77' |

| 12 | Delantero      | Georgie Welcome | 46' |
| 7  | Centrocampista | Ramón Núñez     | 63' |
| 10 | Centrocampista | Jerry Palacios  | 84' |

| Anotado | 17' | David Villa | 1:0 |
| Anotado | 51' | David Villa | 2:0 |

| Amonestado | 8'  | Danilo Turcios   |
| Amonestado | 38' | Emilio Izaguirre |

| Árbitro             | Yūichi Nishimura       |
| Árbitros asistentes | Toru Sagara            |
| Árbitros asistentes | Hae-sang Jeong         |
| Cuarto árbitro      | Subkhiddin Mohd Salleh |
| Quinto árbitro      | Jeffrey Gek Pheng      |

| Estadísticas      | Bandera de España | Bandera de Honduras |
| Tiros             | 22                | 9                   |
| Tiros a puerta    | 8                 | 0                   |
| Faltas            | 9                 | 19                  |
| Saques de esquina | 12                | 2                   |
| Penaltis          | 1 (0)             | 0                   |
| Fueras de juego   | 1                 | 7                   |
| Posesión de balón | 57%               | 43%                 |

#### Chile vs. España
| 25 de junio, 20:30 | Chile      | 1:2 (0:2) | España                  | Estadio Loftus Versfeld, Pretoria                           |                                                             |
|                    | Millar 46' | Reporte   | Villa 23' · Iniesta 36' | Asistencia: 41 958 espectadores Árbitro(s): Marco Rodríguez | Asistencia: 41 958 espectadores Árbitro(s): Marco Rodríguez |

| 1          | Guardameta     | Claudio Bravo   |     |
| 3          | Defensa        | Waldo Ponce     |     |
| 4          | Defensa        | Mauricio Isla   |     |
| 17         | Defensa        | Gary Medel      |     |
| 18         | Defensa        | Gonzalo Jara    |     |
| 8          | Centrocampista | Arturo Vidal    |     |
| 10         | Centrocampista | Jorge Valdivia  | 46' |
| 13         | Centrocampista | Marco Estrada   |     |
| 7          | Delantero      | Alexis Sánchez  | 65' |
| 11         | Delantero      | Mark González   | 46' |
| 15         | Delantero      | Jean Beausejour |     |
| Entrenador | Entrenador     | Marcelo Bielsa  |     |

| 1          | Guardameta     | Iker Casillas      |     |
| 3          | Defensa        | Gerard Piqué       |     |
| 5          | Defensa        | Carles Puyol       |     |
| 11         | Defensa        | Joan Capdevila     |     |
| 15         | Defensa        | Sergio Ramos       |     |
| 6          | Centrocampista | Andrés Iniesta     |     |
| 8          | Centrocampista | Xavi Hernández     |     |
| 14         | Centrocampista | Xabi Alonso        | 73' |
| 16         | Centrocampista | Sergio Busquets    |     |
| 7          | Delantero      | David Villa        |     |
| 9          | Delantero      | Fernando Torres    | 55' |
| Entrenador | Entrenador     | Vicente del Bosque |     |

| 20 | Centrocampista | Rodrigo Millar  | 46' |
| 22 | Delantero      | Esteban Paredes | 46' |
| 16 | Delantero      | Fabián Orellana | 65' |

| 10 | Centrocampista | Cesc Fàbregas | 55' |
| 20 | Centrocampista | Javi Martínez | 73' |

| Anotado | 46' | Rodrigo Millar | 1:2 |

| Anotado | 23' | David Villa    | 0:1 |
| Anotado | 36' | Andrés Iniesta | 0:2 |

| Amonestado           | 15' | Gary Medel    |
| Amonestado           | 19' | Waldo Ponce   |
| Amonestado           | 21' | Marco Estrada |
| Otorgado · Expulsado | 37' | Marco Estrada |

| Árbitro             | Marco Rodríguez   |
| Árbitros asistentes | José Luis Camargo |
| Árbitros asistentes | Alberto Morín     |
| Cuarto árbitro      | Subkhiddin Mohd   |
| Quinto árbitro      | Yuxin Mu          |

| 1          | Guardameta     | Claudio Bravo   |     |
| 3          | Defensa        | Waldo Ponce     |     |
| 4          | Defensa        | Mauricio Isla   |     |
| 17         | Defensa        | Gary Medel      |     |
| 18         | Defensa        | Gonzalo Jara    |     |
| 8          | Centrocampista | Arturo Vidal    |     |
| 10         | Centrocampista | Jorge Valdivia  | 46' |
| 13         | Centrocampista | Marco Estrada   |     |
| 7          | Delantero      | Alexis Sánchez  | 65' |
| 11         | Delantero      | Mark González   | 46' |
| 15         | Delantero      | Jean Beausejour |     |
| Entrenador | Entrenador     | Marcelo Bielsa  |     |

| 1          | Guardameta     | Iker Casillas      |     |
| 3          | Defensa        | Gerard Piqué       |     |
| 5          | Defensa        | Carles Puyol       |     |
| 11         | Defensa        | Joan Capdevila     |     |
| 15         | Defensa        | Sergio Ramos       |     |
| 6          | Centrocampista | Andrés Iniesta     |     |
| 8          | Centrocampista | Xavi Hernández     |     |
| 14         | Centrocampista | Xabi Alonso        | 73' |
| 16         | Centrocampista | Sergio Busquets    |     |
| 7          | Delantero      | David Villa        |     |
| 9          | Delantero      | Fernando Torres    | 55' |
| Entrenador | Entrenador     | Vicente del Bosque |     |

| 20 | Centrocampista | Rodrigo Millar  | 46' |
| 22 | Delantero      | Esteban Paredes | 46' |
| 16 | Delantero      | Fabián Orellana | 65' |

| 10 | Centrocampista | Cesc Fàbregas | 55' |
| 20 | Centrocampista | Javi Martínez | 73' |

| Anotado | 46' | Rodrigo Millar | 1:2 |

| Anotado | 23' | David Villa    | 0:1 |
| Anotado | 36' | Andrés Iniesta | 0:2 |

| Amonestado           | 15' | Gary Medel    |
| Amonestado           | 19' | Waldo Ponce   |
| Amonestado           | 21' | Marco Estrada |
| Otorgado · Expulsado | 37' | Marco Estrada |

| Árbitro             | Marco Rodríguez   |
| Árbitros asistentes | José Luis Camargo |
| Árbitros asistentes | Alberto Morín     |
| Cuarto árbitro      | Subkhiddin Mohd   |
| Quinto árbitro      | Yuxin Mu          |

| Estadísticas      | Bandera de Chile | Bandera de España |
| Tiros             | 9                | 9                 |
| Tiros a puerta    | 4                | 3                 |
| Faltas            | 21               | 13                |
| Saques de esquina | 3                | 4                 |
| Penaltis          | 0                | 0                 |
| Fueras de juego   | 3                | 1                 |
| Posesión de balón | 41%              | 59%               |

### Octavos de final

#### España vs. Portugal
| 29 de junio, 20:30 | España    | 1:0 (0:0) | Portugal | Estadio Green Point, Ciudad del Cabo                        |                                                             |
|                    | Villa 62' | Reporte   |          | Asistencia: 62 955 espectadores Árbitro(s): Héctor Baldassi | Asistencia: 62 955 espectadores Árbitro(s): Héctor Baldassi |

| 1          | Guardameta     | Iker Casillas      |       |
| 3          | Defensa        | Gerard Piqué       |       |
| 5          | Defensa        | Carles Puyol       |       |
| 11         | Defensa        | Joan Capdevila     |       |
| 15         | Defensa        | Sergio Ramos       |       |
| 6          | Centrocampista | Andrés Iniesta     |       |
| 8          | Centrocampista | Xavi Hernández     |       |
| 14         | Centrocampista | Xabi Alonso        | 90+3' |
| 16         | Centrocampista | Sergio Busquets    |       |
| 7          | Delantero      | David Villa        | 88'   |
| 9          | Delantero      | Fernando Torres    | 58'   |
| Entrenador | Entrenador     | Vicente del Bosque |       |

| 1          | Guardameta     | Eduardo           |     |
| 2          | Defensa        | Bruno Alves       |     |
| 6          | Defensa        | Ricardo Carvalho  |     |
| 21         | Defensa        | Ricardo Costa     |     |
| 23         | Defensa        | Fábio Coentrão    |     |
| 15         | Centrocampista | Pepe              | 72' |
| 16         | Centrocampista | Raul Meireles     |     |
| 19         | Centrocampista | Tiago             |     |
| 7          | Delantero      | Cristiano Ronaldo |     |
| 11         | Delantero      | Simão             | 72' |
| 18         | Delantero      | Hugo Almeida      | 58' |
| Entrenador | Entrenador     | Carlos Queiroz    |     |

| 19 | Delantero | Fernando Llorente | 58'   |
| 18 | Delantero | Pedro             | 88'   |
| 4  | Defensa   | Carlos Marchena   | 90+3' |

| 10 | Delantero      | Danny        | 58' |
| 8  | Centrocampista | Pedro Mendes | 72' |
| 9  | Delantero      | Liédson      | 72' |

| Anotado | 62' | David Villa | 1:0 |

| Amonestado | 74' | Xabi Alonso |

| Amonestado | 80' | Tiago         |
| Expulsado  | 89' | Ricardo Costa |

| Árbitro             | Héctor Baldassi |
| Árbitros asistentes | Ricardo Casas   |
| Árbitros asistentes | Hernán Maidana  |
| Cuarto árbitro      | Carlos Batres   |
| Quinto árbitro      | Carlos Pastrana |

| 1          | Guardameta     | Iker Casillas      |       |
| 3          | Defensa        | Gerard Piqué       |       |
| 5          | Defensa        | Carles Puyol       |       |
| 11         | Defensa        | Joan Capdevila     |       |
| 15         | Defensa        | Sergio Ramos       |       |
| 6          | Centrocampista | Andrés Iniesta     |       |
| 8          | Centrocampista | Xavi Hernández     |       |
| 14         | Centrocampista | Xabi Alonso        | 90+3' |
| 16         | Centrocampista | Sergio Busquets    |       |
| 7          | Delantero      | David Villa        | 88'   |
| 9          | Delantero      | Fernando Torres    | 58'   |
| Entrenador | Entrenador     | Vicente del Bosque |       |

| 1          | Guardameta     | Eduardo           |     |
| 2          | Defensa        | Bruno Alves       |     |
| 6          | Defensa        | Ricardo Carvalho  |     |
| 21         | Defensa        | Ricardo Costa     |     |
| 23         | Defensa        | Fábio Coentrão    |     |
| 15         | Centrocampista | Pepe              | 72' |
| 16         | Centrocampista | Raul Meireles     |     |
| 19         | Centrocampista | Tiago             |     |
| 7          | Delantero      | Cristiano Ronaldo |     |
| 11         | Delantero      | Simão             | 72' |
| 18         | Delantero      | Hugo Almeida      | 58' |
| Entrenador | Entrenador     | Carlos Queiroz    |     |

| 19 | Delantero | Fernando Llorente | 58'   |
| 18 | Delantero | Pedro             | 88'   |
| 4  | Defensa   | Carlos Marchena   | 90+3' |

| 10 | Delantero      | Danny        | 58' |
| 8  | Centrocampista | Pedro Mendes | 72' |
| 9  | Delantero      | Liédson      | 72' |

| Anotado | 62' | David Villa | 1:0 |

| Amonestado | 74' | Xabi Alonso |

| Amonestado | 80' | Tiago         |
| Expulsado  | 89' | Ricardo Costa |

| Árbitro             | Héctor Baldassi |
| Árbitros asistentes | Ricardo Casas   |
| Árbitros asistentes | Hernán Maidana  |
| Cuarto árbitro      | Carlos Batres   |
| Quinto árbitro      | Carlos Pastrana |

| Estadísticas      | Bandera de España | Bandera de Portugal |
| Tiros             | 19                | 9                   |
| Tiros a puerta    | 10                | 3                   |
| Faltas            | 13                | 18                  |
| Saques de esquina | 6                 | 3                   |
| Penaltis          | 0                 | 0                   |
| Fueras de juego   | 0                 | 3                   |
| Posesión de balón | 61%               | 39%                 |

### Cuartos de final

#### Paraguay vs. España
| 3 de julio, 20:30 | Paraguay | 0:1 (0:0) | España    | Estadio Ellis Park, Johannesburgo                         |                                                           |
|                   |          | Reporte   | Villa 82' | Asistencia: 55 359 espectadores Árbitro(s): Carlos Batres | Asistencia: 55 359 espectadores Árbitro(s): Carlos Batres |

| 1          | Guardameta     | Justo Villar        |     |
| 2          | Defensa        | Darío Verón         |     |
| 3          | Defensa        | Claudio Morel       |     |
| 14         | Defensa        | Paulo da Silva      |     |
| 21         | Defensa        | Antolín Alcaraz     |     |
| 8          | Centrocampista | Edgar Barreto       | 64' |
| 11         | Centrocampista | Jonathan Santana    |     |
| 15         | Centrocampista | Víctor Cáceres      | 84' |
| 16         | Centrocampista | Cristian Riveros    |     |
| 7          | Delantero      | Óscar Cardozo       |     |
| 18         | Delantero      | Nelson Haedo Valdez | 72' |
| Entrenador | Entrenador     | Gerardo Martino     |     |

| 1          | Guardameta     | Iker Casillas      |     |
| 3          | Defensa        | Gerard Piqué       |     |
| 5          | Defensa        | Carles Puyol       | 84' |
| 11         | Defensa        | Joan Capdevila     |     |
| 15         | Defensa        | Sergio Ramos       |     |
| 6          | Centrocampista | Andrés Iniesta     |     |
| 8          | Centrocampista | Xavi Hernández     |     |
| 14         | Centrocampista | Xabi Alonso        | 75' |
| 16         | Centrocampista | Sergio Busquets    |     |
| 7          | Delantero      | David Villa        |     |
| 9          | Delantero      | Fernando Torres    | 56' |
| Entrenador | Entrenador     | Vicente del Bosque |     |

| 13 | Centrocampista | Enrique Vera     | 64' |
| 9  | Delantero      | Roque Santa Cruz | 72' |
| 19 | Delantero      | Lucas Barrios    | 84' |

| 10 | Centrocampista | Cesc Fàbregas   | 56' |
| 18 | Delantero      | Pedro           | 75' |
| 4  | Defensa        | Carlos Marchena | 84' |

| Anotado | 82' | David Villa | 0:1 |

| Amonestado | 59' | Víctor Cáceres   |
| Amonestado | 59' | Antolín Alcaraz  |
| Amonestado | 71' | Claudio Morel    |
| Amonestado | 88' | Jonathan Santana |

| Amonestado | 57' | Gerard Piqué    |
| Amonestado | 63' | Sergio Busquets |

| Árbitro             | Carlos Batres     |
| Árbitros asistentes | Leonel Leal       |
| Árbitros asistentes | Carlos Pastrana   |
| Cuarto árbitro      | Armando Archundia |
| Quinto árbitro      | Héctor Vergara    |

| 1          | Guardameta     | Justo Villar        |     |
| 2          | Defensa        | Darío Verón         |     |
| 3          | Defensa        | Claudio Morel       |     |
| 14         | Defensa        | Paulo da Silva      |     |
| 21         | Defensa        | Antolín Alcaraz     |     |
| 8          | Centrocampista | Edgar Barreto       | 64' |
| 11         | Centrocampista | Jonathan Santana    |     |
| 15         | Centrocampista | Víctor Cáceres      | 84' |
| 16         | Centrocampista | Cristian Riveros    |     |
| 7          | Delantero      | Óscar Cardozo       |     |
| 18         | Delantero      | Nelson Haedo Valdez | 72' |
| Entrenador | Entrenador     | Gerardo Martino     |     |

| 1          | Guardameta     | Iker Casillas      |     |
| 3          | Defensa        | Gerard Piqué       |     |
| 5          | Defensa        | Carles Puyol       | 84' |
| 11         | Defensa        | Joan Capdevila     |     |
| 15         | Defensa        | Sergio Ramos       |     |
| 6          | Centrocampista | Andrés Iniesta     |     |
| 8          | Centrocampista | Xavi Hernández     |     |
| 14         | Centrocampista | Xabi Alonso        | 75' |
| 16         | Centrocampista | Sergio Busquets    |     |
| 7          | Delantero      | David Villa        |     |
| 9          | Delantero      | Fernando Torres    | 56' |
| Entrenador | Entrenador     | Vicente del Bosque |     |

| 13 | Centrocampista | Enrique Vera     | 64' |
| 9  | Delantero      | Roque Santa Cruz | 72' |
| 19 | Delantero      | Lucas Barrios    | 84' |

| 10 | Centrocampista | Cesc Fàbregas   | 56' |
| 18 | Delantero      | Pedro           | 75' |
| 4  | Defensa        | Carlos Marchena | 84' |

| Anotado | 82' | David Villa | 0:1 |

| Amonestado | 59' | Víctor Cáceres   |
| Amonestado | 59' | Antolín Alcaraz  |
| Amonestado | 71' | Claudio Morel    |
| Amonestado | 88' | Jonathan Santana |

| Amonestado | 57' | Gerard Piqué    |
| Amonestado | 63' | Sergio Busquets |

| Árbitro             | Carlos Batres     |
| Árbitros asistentes | Leonel Leal       |
| Árbitros asistentes | Carlos Pastrana   |
| Cuarto árbitro      | Armando Archundia |
| Quinto árbitro      | Héctor Vergara    |

| Estadísticas      | Bandera de Paraguay | Bandera de España |
| Tiros             | 9                   | 16                |
| Tiros a puerta    | 4                   | 6                 |
| Faltas            | 25                  | 12                |
| Saques de esquina | 1                   | 7                 |
| Penaltis          | 1 (0)               | 1 (0)             |
| Fueras de juego   | 2                   | 1                 |
| Posesión de balón | 40%                 | 60%               |

### Semifinal

#### Alemania vs. España
| 7 de julio, 20:30 | Alemania | 0:1 (0:0) | España    | Estadio Moses Mabhida, Durban                             |                                                           |
|                   |          | Reporte   | Puyol 72' | Asistencia: 60 960 espectadores Árbitro(s): Viktor Kassai | Asistencia: 60 960 espectadores Árbitro(s): Viktor Kassai |

| 1          | Guardameta     | Manuel Neuer           |     |
| 3          | Defensa        | Arne Friedrich         |     |
| 16         | Defensa        | Philipp Lahm           |     |
| 17         | Defensa        | Per Mertesacker        |     |
| 20         | Defensa        | Jérôme Boateng         | 52' |
| 6          | Centrocampista | Sami Khedira           | 81' |
| 7          | Centrocampista | Bastian Schweinsteiger |     |
| 8          | Centrocampista | Mesut Özil             |     |
| 15         | Centrocampista | Piotr Trochowski       | 62' |
| 10         | Delantero      | Lukas Podolski         |     |
| 11         | Delantero      | Miroslav Klose         |     |
| Entrenador | Entrenador     | Joachim Löw            |     |

| 1          | Guardameta     | Iker Casillas      |       |
| 3          | Defensa        | Gerard Piqué       |       |
| 5          | Defensa        | Carles Puyol       |       |
| 11         | Defensa        | Joan Capdevila     |       |
| 15         | Defensa        | Sergio Ramos       |       |
| 6          | Centrocampista | Andrés Iniesta     |       |
| 8          | Centrocampista | Xavi Hernández     |       |
| 14         | Centrocampista | Xabi Alonso        | 90+3' |
| 16         | Centrocampista | Sergio Busquets    |       |
| 7          | Delantero      | David Villa        | 81'   |
| 18         | Delantero      | Pedro              | 86'   |
| Entrenador | Entrenador     | Vicente del Bosque |       |

| 2  | Centrocampista | Marcell Jansen | 52' |
| 18 | Centrocampista | Toni Kroos     | 62' |
| 23 | Delantero      | Mario Gómez    | 81' |

| 9  | Delantero      | Fernando Torres | 81'   |
| 21 | Centrocampista | David Silva     | 86'   |
| 4  | Defensa        | Carlos Marchena | 90+3' |

| Anotado | 72' | Carles Puyol | 0:1 |

| Árbitro             | Viktor Kassai      |
| Árbitros asistentes | Gábor Erős         |
| Árbitros asistentes | Tibor Vámos        |
| Cuarto árbitro      | Frank de Bleeckere |
| Quinto árbitro      | Peter Hermans      |

| 1          | Guardameta     | Manuel Neuer           |     |
| 3          | Defensa        | Arne Friedrich         |     |
| 16         | Defensa        | Philipp Lahm           |     |
| 17         | Defensa        | Per Mertesacker        |     |
| 20         | Defensa        | Jérôme Boateng         | 52' |
| 6          | Centrocampista | Sami Khedira           | 81' |
| 7          | Centrocampista | Bastian Schweinsteiger |     |
| 8          | Centrocampista | Mesut Özil             |     |
| 15         | Centrocampista | Piotr Trochowski       | 62' |
| 10         | Delantero      | Lukas Podolski         |     |
| 11         | Delantero      | Miroslav Klose         |     |
| Entrenador | Entrenador     | Joachim Löw            |     |

| 1          | Guardameta     | Iker Casillas      |       |
| 3          | Defensa        | Gerard Piqué       |       |
| 5          | Defensa        | Carles Puyol       |       |
| 11         | Defensa        | Joan Capdevila     |       |
| 15         | Defensa        | Sergio Ramos       |       |
| 6          | Centrocampista | Andrés Iniesta     |       |
| 8          | Centrocampista | Xavi Hernández     |       |
| 14         | Centrocampista | Xabi Alonso        | 90+3' |
| 16         | Centrocampista | Sergio Busquets    |       |
| 7          | Delantero      | David Villa        | 81'   |
| 18         | Delantero      | Pedro              | 86'   |
| Entrenador | Entrenador     | Vicente del Bosque |       |

| 2  | Centrocampista | Marcell Jansen | 52' |
| 18 | Centrocampista | Toni Kroos     | 62' |
| 23 | Delantero      | Mario Gómez    | 81' |

| 9  | Delantero      | Fernando Torres | 81'   |
| 21 | Centrocampista | David Silva     | 86'   |
| 4  | Defensa        | Carlos Marchena | 90+3' |

| Anotado | 72' | Carles Puyol | 0:1 |

| Árbitro             | Viktor Kassai      |
| Árbitros asistentes | Gábor Erős         |
| Árbitros asistentes | Tibor Vámos        |
| Cuarto árbitro      | Frank de Bleeckere |
| Quinto árbitro      | Peter Hermans      |

| Estadísticas      | Bandera de Alemania | Bandera de España |
| Tiros             | 5                   | 13                |
| Tiros a puerta    | 2                   | 5                 |
| Faltas            | 9                   | 7                 |
| Saques de esquina | 6                   | 7                 |
| Penaltis          | 0                   | 0                 |
| Fueras de juego   | 2                   | 1                 |
| Posesión de balón | 49%                 | 51%               |

### Final

#### Países Bajos vs. España
| 11 de julio, 20:30 | Países Bajos | 0:1 (0:0, 0:0) (t. s.) | España       | Estadio Soccer City, Johannesburgo                      |                                                         |
|                    |              | Reporte                | Iniesta 115' | Asistencia: 84 490 espectadores Árbitro(s): Howard Webb | Asistencia: 84 490 espectadores Árbitro(s): Howard Webb |

| 1          | Guardameta     | Maarten Stekelenburg     |      |
| 2          | Defensa        | Gregory van der Wiel     |      |
| 3          | Defensa        | John Heitinga            |      |
| 4          | Defensa        | Joris Mathijsen          |      |
| 5          | Defensa        | Giovanni van Bronckhorst | 105' |
| 6          | Centrocampista | Mark van Bommel          |      |
| 8          | Centrocampista | Nigel de Jong            | 99'  |
| 10         | Centrocampista | Wesley Sneijder          |      |
| 7          | Delantero      | Dirk Kuyt                | 71'  |
| 9          | Delantero      | Robin van Persie         |      |
| 11         | Delantero      | Arjen Robben             |      |
| Entrenador | Entrenador     | Bert van Marwijk         |      |

| 1          | Guardameta     | Iker Casillas      |      |
| 3          | Defensa        | Gerard Piqué       |      |
| 5          | Defensa        | Carles Puyol       |      |
| 11         | Defensa        | Joan Capdevila     |      |
| 15         | Defensa        | Sergio Ramos       |      |
| 6          | Centrocampista | Andrés Iniesta     |      |
| 8          | Centrocampista | Xavi Hernández     |      |
| 14         | Centrocampista | Xabi Alonso        | 87'  |
| 16         | Centrocampista | Sergio Busquets    |      |
| 7          | Delantero      | David Villa        | 106' |
| 18         | Delantero      | Pedro              | 60'  |
| Entrenador | Entrenador     | Vicente del Bosque |      |

| 17 | Centrocampista | Eljero Elia          | 71'  |
| 23 | Centrocampista | Rafael van der Vaart | 99'  |
| 15 | Defensa        | Edson Braafheid      | 105' |

| 22 | Centrocampista | Jesús Navas     | 60'  |
| 10 | Centrocampista | Cesc Fàbregas   | 97'  |
| 9  | Delantero      | Fernando Torres | 106' |

| Anotado | 115' | Andrés Iniesta | 0:1 |

| Amonestado           | 14'  | Robin van Persie         |
| Amonestado           | 21'  | Mark van Bommel          |
| Amonestado           | 27'  | Nigel de Jong            |
| Amonestado           | 53'  | Giovanni van Bronckhorst |
| Amonestado           | 56'  | John Heitinga            |
| Amonestado           | 83'  | Arjen Robben             |
| Otorgado · Expulsado | 108' | John Heitinga            |
| Amonestado           | 110' | Gregory van der Wiel     |
| Amonestado           | 116' | Joris Mathijsen          |

| Amonestado | 16'  | Carles Puyol   |
| Amonestado | 22'  | Sergio Ramos   |
| Amonestado | 66'  | Joan Capdevila |
| Amonestado | 117' | Andrés Iniesta |
| Amonestado | 120' | Xavi Hernández |

| Árbitro             | Howard Webb       |
| Árbitros asistentes | Darren Cann       |
| Árbitros asistentes | Michael Mullarkey |
| Cuarto árbitro      | Yūichi Nishimura  |
| Quinto árbitro      | Toru Sagara       |

| 1          | Guardameta     | Maarten Stekelenburg     |      |
| 2          | Defensa        | Gregory van der Wiel     |      |
| 3          | Defensa        | John Heitinga            |      |
| 4          | Defensa        | Joris Mathijsen          |      |
| 5          | Defensa        | Giovanni van Bronckhorst | 105' |
| 6          | Centrocampista | Mark van Bommel          |      |
| 8          | Centrocampista | Nigel de Jong            | 99'  |
| 10         | Centrocampista | Wesley Sneijder          |      |
| 7          | Delantero      | Dirk Kuyt                | 71'  |
| 9          | Delantero      | Robin van Persie         |      |
| 11         | Delantero      | Arjen Robben             |      |
| Entrenador | Entrenador     | Bert van Marwijk         |      |

| 1          | Guardameta     | Iker Casillas      |      |
| 3          | Defensa        | Gerard Piqué       |      |
| 5          | Defensa        | Carles Puyol       |      |
| 11         | Defensa        | Joan Capdevila     |      |
| 15         | Defensa        | Sergio Ramos       |      |
| 6          | Centrocampista | Andrés Iniesta     |      |
| 8          | Centrocampista | Xavi Hernández     |      |
| 14         | Centrocampista | Xabi Alonso        | 87'  |
| 16         | Centrocampista | Sergio Busquets    |      |
| 7          | Delantero      | David Villa        | 106' |
| 18         | Delantero      | Pedro              | 60'  |
| Entrenador | Entrenador     | Vicente del Bosque |      |

| 17 | Centrocampista | Eljero Elia          | 71'  |
| 23 | Centrocampista | Rafael van der Vaart | 99'  |
| 15 | Defensa        | Edson Braafheid      | 105' |

| 22 | Centrocampista | Jesús Navas     | 60'  |
| 10 | Centrocampista | Cesc Fàbregas   | 97'  |
| 9  | Delantero      | Fernando Torres | 106' |

| Anotado | 115' | Andrés Iniesta | 0:1 |

| Amonestado           | 14'  | Robin van Persie         |
| Amonestado           | 21'  | Mark van Bommel          |
| Amonestado           | 27'  | Nigel de Jong            |
| Amonestado           | 53'  | Giovanni van Bronckhorst |
| Amonestado           | 56'  | John Heitinga            |
| Amonestado           | 83'  | Arjen Robben             |
| Otorgado · Expulsado | 108' | John Heitinga            |
| Amonestado           | 110' | Gregory van der Wiel     |
| Amonestado           | 116' | Joris Mathijsen          |

| Amonestado | 16'  | Carles Puyol   |
| Amonestado | 22'  | Sergio Ramos   |
| Amonestado | 66'  | Joan Capdevila |
| Amonestado | 117' | Andrés Iniesta |
| Amonestado | 120' | Xavi Hernández |

| Árbitro             | Howard Webb       |
| Árbitros asistentes | Darren Cann       |
| Árbitros asistentes | Michael Mullarkey |
| Cuarto árbitro      | Yūichi Nishimura  |
| Quinto árbitro      | Toru Sagara       |

| Estadísticas      | Bandera de los Países Bajos | Bandera de España |
| Tiros             | 13                          | 18                |
| Tiros a puerta    | 5                           | 6                 |
| Faltas            | 28                          | 19                |
| Saques de esquina | 6                           | 8                 |
| Penaltis          | 0                           | 0                 |
| Fueras de juego   | 7                           | 6                 |
| Posesión de balón | 43%                         | 57%               |

## Resultado
|                           |
| Bandera de España         |
| Campeón España 1.° título |

## Estadísticas

### Goleadores
| #     | Jugador        | Anotado | PJ | Prom. | Jugada | Cabeza | Tiro libre | Penal |
| ----- | -------------- | ------- | -- | ----- | ------ | ------ | ---------- | ----- |
| 1     | David Villa    | 5       | 7  | 0.71  | 5      |        |            |       |
| 2     | Andrés Iniesta | 2       | 6  | 0.33  | 2      |        |            |       |
| 3     | Carles Puyol   | 1       | 7  | 0.14  |        | 1      |            |       |
| Total | Total          | 8       | 7  | 1.14  | 7      | 1      |            |       |

## Galería
- Los campeones celebran el título en Madrid.
- Iker Casillas besa el trofeo.